# Кійонорі Кікутаке

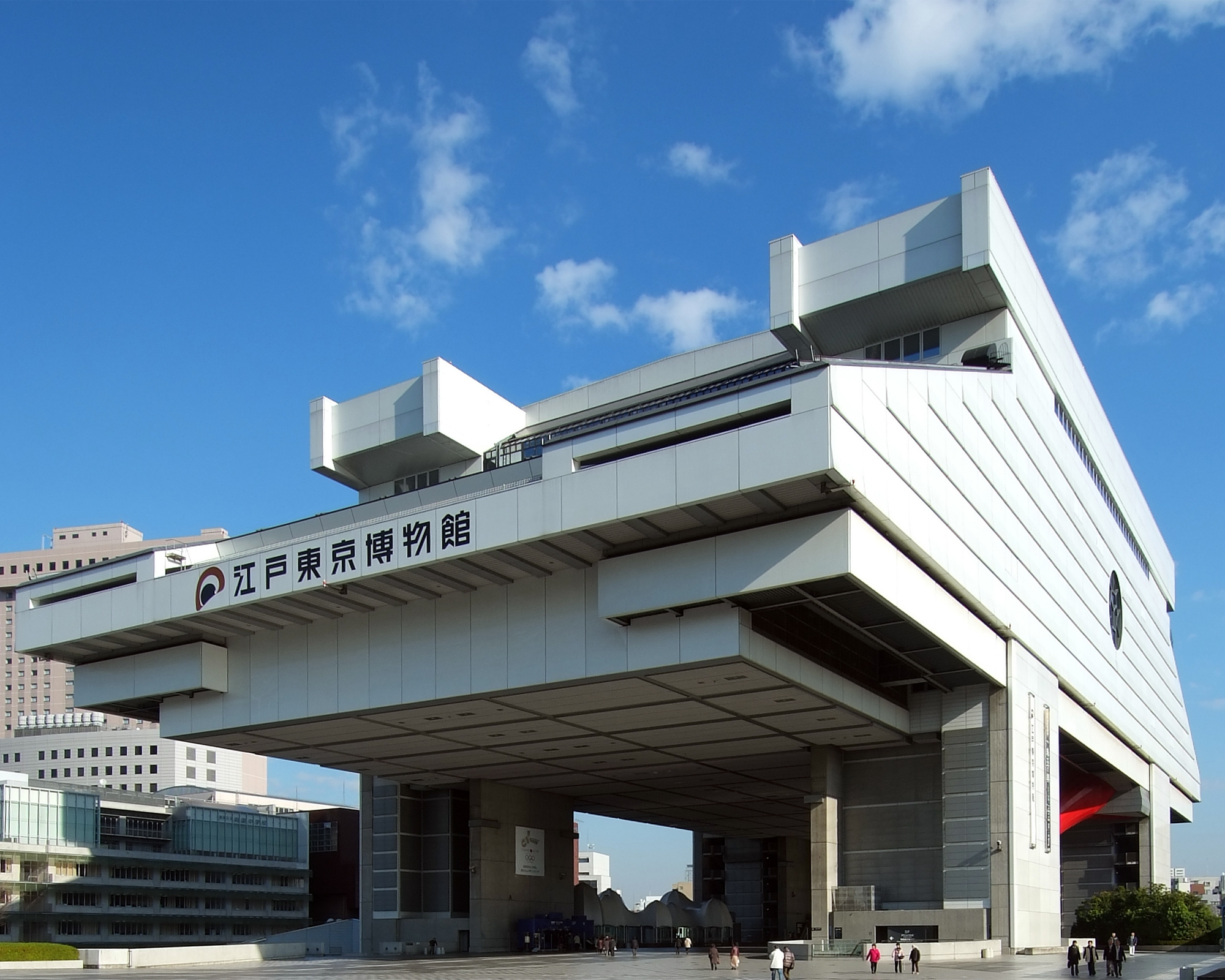
Edo-Tokyo Museum

Кійонорі Кікутаке (яп. 菊竹清, 1 квітня 1928, Куруме, Фукуока, Японія — 26 грудня 2011) — відомий сучасний японський архітектор, один з фундаторів руху метаболістів.

## Наукові роботи
- 1960 — Metabolism
- 1973 — Marine City (яп. 海上都市)
- 1978 — Works and Method
- 1989 — Edo-Tokyo Museum (яп. 江戸東京博物館)
- 1995 — Megastructure